# Litauischer Eishockeypokal
Der Litauische Eishockeypokal war der nationale Pokalwettbewerb Litauens im Eishockey.  

## Titelträger
| Saison | Sieger      |
| 2000   | SC Energija |